# Poler

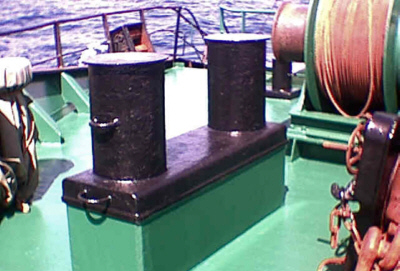
Poler na statku

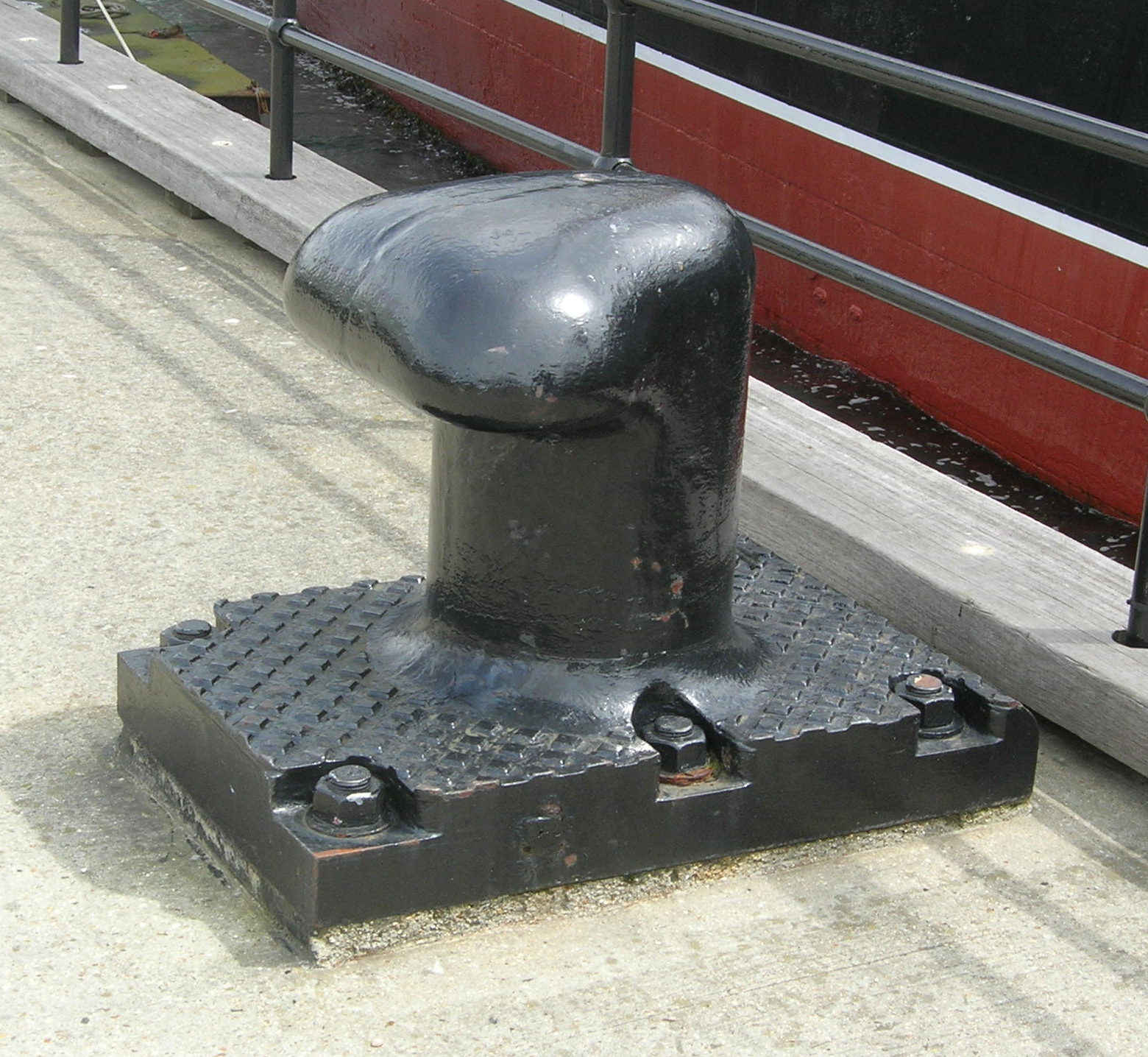
Pachoł na nabrzeżu

Poler (pachoł, pachołek, knecht) – mocno osadzony na nabrzeżu lub równie mocno przymocowany do szkieletu jednostki pływającej (najczęściej na jej pokładzie) element spełniający rolę uchwytu.
Polery najczęściej mają kształt słupa zakończonego płaskim „grzybkiem” lub zespawanej z rur litery H. Na nabrzeżach polery są stalowe lub betonowe (kiedyś były kamienne), na jednostkach pływających stalowe (wcześniej stosowano drewniane). Służą do mocowania (obkładania) lin cumowniczych oraz holu.
Na większych jednostkach pływających, używając grubych lin cumowniczych na polerach, często nie używa się węzła knagowego. W takim przypadku linę wielokrotnie obwija się w „ósemkę” wokół ramion polera. Przed samoistnym odwinięciem zabezpiecza się sejzingiem.
Na małych jednostkach pływających zamiast polerów stosuje się knagi, natomiast na nabrzeżach zamiast polerów mogą być stosowane ucha cumownicze.